# 로열 오페라 하우스

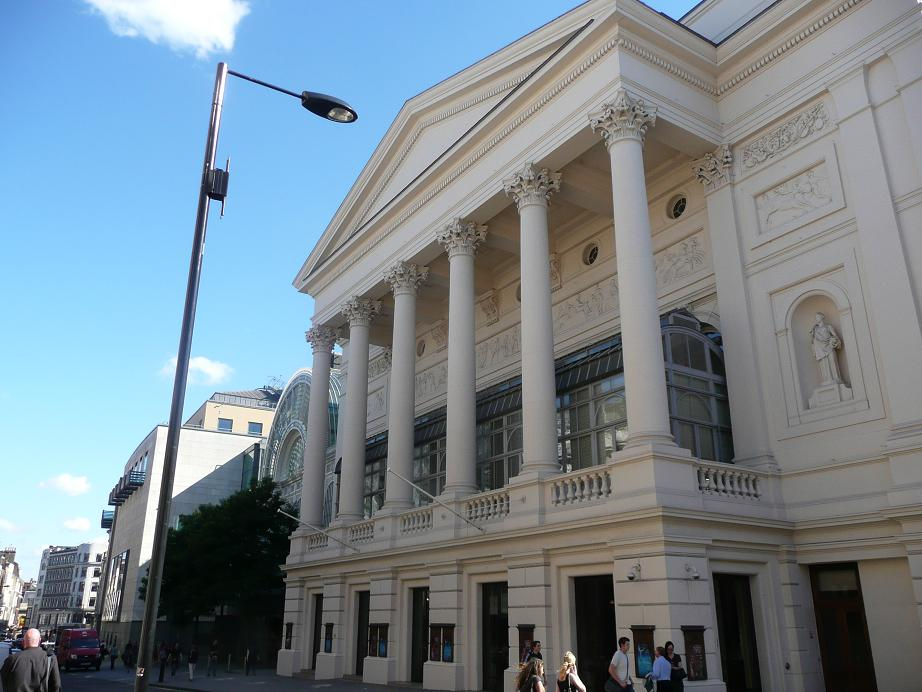
런던의 로열 오페라 하우스

로열 오페라 하우스(Royal Opera House)는 런던의 오페라 극장과 공연 예술의 발생지이다. 이 건물은 런던의 거주 지역인 코번트 가든(Covent Garden)에 위치한 이후, 종종 "코번트 가든"으로 불린다. 이 건물은 로열 오페라단, 로열 발레단과 로열 오페라 하우스의 교향악단의 본거지이다.
현재 건축물은 그 장소의 3번째 극장이다. 건물 전면과 휴게실, 관객석은 1858년에 지어졌으나, 현재 복합건물의 거의 모든 다른 요소들은 1990년대의 재건축으로 인한 것이었다. 로열 오페라 하우스는 2268석과 4층의 박스석, 발코니석, 극장의 정면 관람석 갤러리로 구성된다. 프로시니엄은 12.20 미터 넓이와 14.80 미터 높이이다.

## 역사
창립자인 리치가 1731년 극장을 세워 다음해 개장하였다. 1734년에 국왕으로부터 오페라 상연을 위한 보조금이 나와 헨델의 오페라를 상연하였으며 그 뒤 왕실의 관람도 많아져 영국의 대표적 극장으로 되었다. 현재의 극장은 화재 후인 1858년에 건립되어 수리를 거듭하여 오늘에 이르고 있다. 옛날부터 런던은 외국 음악가의 활동이 두드러졌으나 최근에는 영국인의 활약도 두드러지고 있다. 이 곳에서는 존 게이의 <거지 오페라>를 최초로 공연했으며, 이후 베버의 오페라를 비롯해 바그너의 <니벨룽겐의 반지>를 초연하는 등 오늘날까지 많은 오페라를 상연하고 있다.

## 같이 보기
- 노먼 러브렉트

## 참고 자료
- 이 문서에는 다음커뮤니케이션(현 카카오)에서 GFDL 또는 CC-SA 라이선스로 배포한 글로벌 세계대백과사전의 "세계의 가극장" 항목을 기초로 작성된 글이 포함되어 있습니다.